# 葛原 (弘前市)
葛原（くずはら）は、青森県弘前市の大字。郵便番号は036-1303。

## 地理
岩木山の麓の地区のひとつで、当地を青森県道3号弘前岳鰺ケ沢線が通る。東は山越に愛宕、西は岩木山、南は宮地に接する。東西を山に挟まれた谷間の集落である。当地の西郊を後長根川が屈曲して南流する。

### 小字
小字として大柳・土筆山・茂上がある。

## 歴史
地名は平氏の祖、葛原親王（桓武天皇の皇子）からという伝承があり、当地の対馬氏は平氏の流れを汲み、もと対馬の国に住んでいたが、弘安四年（1282年）蒙古襲来時、日本海を経て当地に遁れ（のがれ）住んだものと言われているように、この地に集落が形成されたのは相当古い時代に遡る（さかのぼる）。後長根川に沿った地からは唐銭が出土。また、同地や山麓からは、縄文後期晩期の遺物が出土し、春日神社付近からは土師器（はじき）が出土している。また、当地には誰の居館かはっきりしないが、館跡が認められている。現在、宮地研修館の地は葛原祐清の居館であったことから、葛原の地は豪族が居った広大な地であったことがうかがわれる。（「古町名標柱」より）
高岡集落へ通ずる後長根川沿いの古道があった山麓から中国唐時代の開元通宝はじめ唐・宋時代の銭が大量に出土している。銭種は20に及ぶが、和銭は1個も入っていない。新法師・熊島・荒神山などから出た古銭とほぼ同様で、永楽通宝が最も新しい。
新岡集落へ通ずる道筋に葛原館跡がある。館主は大浦氏の老臣葛原治部（葛西祐清）父子で、祐清は大光寺城（現平川市）城主葛西伊予守平頼清の一族ともいい、葛原の名は平氏祖先葛原親王から出たものと伝承する（岩木町誌）。また開拓の祖は田村氏とも伝承する。天文年間（1532年 - 1555年）の津軽郡中名字に葛原とある。
正保2年（1645年）の津軽知行高之帳に鼻和郡の新田として村名がみえ、村高は143.55石である。貞享4年（1687年）の検地帳によれば村高362.021石で、うち田方312.859石、畑方49.162石で、上田と中田が田方の74.4パーセントを占める。ほかに漆木220本とある。駒越組に属し、元禄3年（1690年）の村位は下（平山日記）。天保５年（1834）の郷村帳によれば、天明8年（1788年）に120.05石、寛政8年（1796年）に102.7石の新田高が書上げられている。明治初年には家数39で「田畑を業とし、土地下之下。又山業をなす」（新撰陸奥国誌）とある。

### 沿革
- 1889年（明治22年）4月1日 - 町村制施行により中津軽郡岩木村の大字になる。
- 1961年（昭和36年）2月1日 - 町制施行して、岩木町大字葛原になる。
- 2006年（平成18年） - 弘前市への合併とともに弘前市の大字になる。

## 世帯数と人口
2023年（令和5年）7月1日現在の世帯数と人口は以下のとおりである。
| 大字             | 世帯数  | 人口  |
| ---------------- | ------- | ----- |
| 葛原（小字全域） | 132世帯 | 290人 |

## 施設
- 春日神社
- 産土神社
- 葛原健康増進センター

## 小・中学校の学区
市立小・中学校に通う場合、学区は以下の通りとなる。
|          | 小学校             | 中学校             |
| -------- | ------------------ | ------------------ |
| 葛原全域 | 弘前市立岩木小学校 | 弘前市立津軽中学校 |

## 交通

### 道路
- 青森県道3号弘前岳鰺ケ沢線
- 青森県道30号岩木山環状線

### バス
- 弘南バス
  - 葛原、四ツ谷（弘前 - 葛原線）停留所